# Крейтон, Люсинда
Люси́нда Кре́йтон (англ. Lucinda Creighton; 20 января 1980, Клэрморрис, Мейо, Ирландия, Великобритания) — ирландский политик. С 10 марта 2011 года по 11 июля 2013 года она была Государственным министром по европейским делам.

## Личная жизнь
С 29 апреля 2011 года Люсинда замужем за политиком Полом Брэдфордом, с которым она встречалась 3 года до их свадьбы. У супругов есть двое детей — дочь Гвендолин Никола Брэдфорд (род. 26.03.2014) и сын Арчи Брэдфорд (род. 27.07.2017).